# B't X
B't X (ビト・エックス Bito Ekkusu?) (se pronuncia Beat como en inglés o Beta en países de habla hispana) es un manga y anime de ciencia ficción creado por Masami Kurumada, el mismo autor de Saint Seiya. El manga original se recopiló en 16 tankōbons. En México se publicó completamente por Grupo Editorial Vid. La versión anime consta 25 episodios, concluyendo con 14 episodios OVA de B't X Neo. En México se emitió por TV Azteca en 1998, en Brasil por Rede Manchete, en Chile por el canal de paga ETC TV y en el resto de Hispanoamérica por el canal Magic Kids.

## ¿Qué es un B't?
Un B't es la forma final de la inteligencia artificial robótica diseñada para el combate. La letra B, proveniente del inglés, simboliza Brain, Blood, Bravery y Battler (cerebro, sangre, valentía, combatiente).
Los B'ts tienen diferentes formas y poderes, basados en bestias o criaturas mitológicas. Su fuente de energía es un corazón artificial el cual funciona a través de sangre humana proporcionada por un donante, quien se convierte en su único dueño. Al insertarse el corazón y proveerse de sangre, se crea un vínculo inquebrantable entre el B't y este, por tanto el B't no aceptará ordenes de nadie más, incluso llegando a considerarse como mera chatarra si llegase a morir su dueño legítimo.

## Argumento
Teppei Takamiya es el cuidador de una granja ubicada en la isla Kamui, al norte de Japón. Su hermano mayor, Kotarō Takamiya, se va a estudiar robótica a Alemania y se convierte en uno de los científicos más brillantes del mundo. Cinco años después, los dos hermanos se reúnen en una convención de robótica en Mechatopia, China , donde Kotarō anunciará su último avance en inteligencia artificial. La convención sale mal cuando Kotarō es capturado por el malvado Imperio de las Máquinas y llevado a "El Área". Teppei logra subirse al captor de su hermano y llega al Imperio de las Máquinas, Teppei es atacado por Metalface, uno de los soldados del Imperio. Incapaz de ganar, Teppei es arrojado, sangrando, al depósito de chatarra del Imperio. Su sangre llega al cuerpo destrozado de X, quien alguna vez fue considerado uno de los B't más fuertes del Imperio, y el B't descontento despierta. Ante preguntas sin respuesta y una destrucción inminente, X salva a regañadientes a Teppei y ambos huyen del Área con los soldados del Imperio persiguiéndolos.
Mientras tanto, dentro del Área, Kotarō descubre que ha sido convocado por otro de los soldados del Imperio, el Mayor Aramis, para encontrar una manera de detener al B't definitivo, una creación conocida como Raffaello (ラファエロ) que ha comenzado una evolución aterradora e incontrolable. El objetivo principal de Teppei es salvar a su hermano, pero a medida que él y X se aventuran más en el Área y aprenden más sobre el Imperio de las Máquinas, comienzan a luchar por la supervivencia de la raza humana. En el camino hacia el centro del Imperio, ganan aliados que los ayudan a prevalecer sobre los guardianes del imperio. El B't definitivo finalmente finaliza su evolución y aparece el Emperador Máquina. Antes de que el emperador pueda fusionarse con Raffaello, Teppei y sus aliados lo enfrentan.

## Personajes principales

### Teppei Takamiya
- Nombre japonés: 高宮 鉄兵 Takamiya Teppei
- Nombre español: Marlon de Quevedo
- Sexo: Masculino
- Edad: 14 años
- Ocupación: Aventurero; guerrero
- Base de operaciones: Móvil
- B't: X (Beta X)
- Poderes: Teppei depende de que esté montado en B't X para aumentar su fuerza y poder.
- Armas: Messiah Fist ("Puño del Mesias") y cuando está montado sobre B't X su golpe es más fuerte y alcanza velocidades supersónicas.

Teppei es el personaje principal de la historia. Debe luchar contra el Imperio de las Máquinas para rescatar a su hermano que fue secuestrado por ellos. En realidad en su interior tiene un fragmento de sol, lo cual salvará al mundo de Rafaello. Por la donación de sangre de Lourdes, él también puede montar a B't X. Teppei es un chico amable, valiente y noble. Su arma principal es el Messiah Fist, un guante de alta tecnología que le entregó Karen (extraído de una célula de Rafaello). También le entregó un disquete el cual, al introducirse en la ranura del cuello de B't X y con la frase "Battle Gear On" hace que los dos se transformen en una unidad Battle Gear: Teppei obtiene una armadura de combate y B't X nuevas habilidades, como alas más largas. Conforme pasan los días y las luchas, Teppei aprende a compenetrarse mejor con B't X y obtiene nuevas habilidades, como el ataque "Break On", que tiene el poder del sol. Su B't es un Quilin, el cual es primero blanco y luego de un tono dorado tras su reconstrucción.

### B'T X
- Nombre japonés: B'Tエックス B'T ekkusu
- Nombre español: Beta X (Beta del Oeste)

B't de Teppei, el cual anteriormente pertenecía a Lourdes. Tiene la forma de Quilin, aunque normalmente es confundido con Pegaso. Comúnmente se le denomina caballo sagrado. Representa la compasión, amor y fuerza del sol.

### Kōtaro Takamiya
- Nombre japonés: 高宮 鋼太郎 Takamiya Kōtarō
- Nombre español: Míchel de Quevedo
- Sexo: Masculino
- Edad: 16 años
- Ocupación: Científico experto en robótica
- B't: N/d
- Habilidades: Posee gran inteligencia y capacidad para la mecánica, electrónica, matemática y robótica, así como memoria eidética para formular sus ecuaciones y fórmulas.

Kōtaro es el hermano de Teppei y por el cual él va al Imperio de las Máquinas. Es secuestrado ya que es un gran científico, y necesitan su ayuda con respecto a Rafaello. Mientras está secuestrado, descubre muchas cosas importantes sobre este enemigo. Mientras lo tienen secuestrado, lo hacen trabajar como esclavo en las minas subterráneas del Imperio, a cargo de Marcello, un cíborg enano, y su subordinado, "Amigo". Al principio, ambos maltratan a Kotaro, pero, a medida que pasa el tiempo, su relación va mejorando, sobre todo después de que el hermano de Teppei le quite el inmenso dolor que aquejaba a "Amigo" (un enorme y musculoso cíborg cuyas partes mecánicas y cibernéticas estaban instaladas en carne viva, su carne. Esto le provocaba terribles dolores de vez en cuando, lo que preocupaba a Marcello). Kotaro repara a "Amigo", por lo que ambos cíborgs se vuelven aliados de este. A partir de aquí, ambos lo cuidan y le proveen de todo lo que está a su alcance y, además, lo ayudan en todo lo que pueden para vencer a Rafaello.
En el clímax de la batalla, es rescatado por Teppei (también rescata a los cíborgs junto a Kotaro) cuando este llega al Imperio de las Máquinas. Durante el rescate solo se salvan los otros esclavos, Marcello y Kotaro, pero "Amigo" muere por el derrumbe causado por Rafaello.

### Los Yon Rei Shō 四霊将
Los Cuatro Guardianes Espirituales que protegen los cuatro puntos cardinales del Imperio de las Máquinas. Después de Karen y viendo la amenaza de Rafaello, todos desertan del Imperio y se unen a la causa de Teppei.

#### Karen
- Nombre japonés: 華蓮 Karen
- Nombre español: Lourdes
- Sexo: Femenino
- Edad: 25-30 años
- Ocupación: Ex Guardián Espiritual del Oeste; hábil mecánica y reparadora de B'ts
- B't: Shadow X (Beta Nocturna)
- Poderes: Karen depende de Shadow para aumentar su fuerza y poder. Usa sandalias metálicas y emplea artes marciales.

Es la Guardián Espiritual del Oeste. Ella fue quien entrenó a Teppei para luchar en contra del Imperio de las Máquinas. Le donó su sangre, y por esa razón Teppei pudo ser el nuevo donante de B't X. Construye a un nuevo B'T llamado Shadow X (Beta Nocturna).

##### Shadow X
Llamado Beta Nocturna o Fantasma X, un B't hembra de Karen, construida por ella con la forma de Quilin negro. También el sistema de armadura para Lourdes (Karen) es mejorado. Es una especie de "hermana" para X.

#### Ron
- Nombre español: Ron (Long en chino)
- Sexo: Masculino
- Edad: 25-30 años
- Ocupación: Guardián Espiritual del Este
- B't: Raidō (Sol del Este) (mandarín: 雷童 Lei Tong, o "Hijo del trueno")
- Poderes: Ron depende de Raidō para aumentar su fuerza y poder. Utiliza una lanza y artes marciales.
- Sangre: A

Es el Guardián Espiritual del Este. Gran Maestro de artes marciales. Su B't es un dragón alado de color azul.

##### Raidō
Llamado también Sol del Este, es el B't de Ron y tiene la forma de un Seiryu.

#### Fou Lafine
- Nombre español: Falcon
- Sexo: Masculino
- Edad: 25-30 años
- Ocupación: Guardián Espiritual del Sur; violinista
- B't: Je t'aime (Tierra del Sur)
- Poderes: Fou depende de su B't, Tierra del Sur, para aumentar su fuerza y poder. Utiliza la vara de su violín como arma.
- Sangre: O

Es el Guardián Espiritual del Sur. Es un gran músico. Su B't es un fénix rojo (Suzaku).

##### Je t'aime
Llamado también Tierra del Sur, el B't de Fou tiene la forma de Suzaku.

#### Hokuto
- Nombre español: Homero
- Sexo: Masculino
- Edad: 25-30 años
- Ocupación: Guardián Espiritual del Norte; médico y reparador.
- Poderes: Hokuto depende de su B't, Luna del Norte, para aumentar su fuerza y poder.
- Base de Operaciones: móvil
- B't: Max (Luna del Norte)

Es el Guardián Espiritual del Norte. Gran médico, puede curar tanto a los humanos como a los B't. Este se asemeja a un doctor ermitaño. Su B't es una tortuga verde, Max. Max es el único suficientemente grande para usarlo como base y laboratorio.

##### Max
Llamado también Luna del Norte, es la B't hembra de Hokuto. Tiene la forma de una tortuga gigante basada en Genbu, y dentro de ella existe un gran laboratorio.

### Metal Face
- Nombre español: Cara Metálica

Teniente al servicio del Imperio de las Máquinas, siempre persigue a Teppei. Su B't hembra se llama Madonna, con forma de grifo.

### Comandante Aramis
- Nombre español: Comandante Leopoldo; "Caballero Rosa"

Una mujer, comandante del Imperio de las máquinas, resulta ser Rose Knight (caballero rosa) cuyas hazañas eran tan grandes anterior a la era de los 4 Guardianes Espirituales. Su traje militar podría estar inspirado en el de Braiking Boss de Shinzō Ningen Casshern. Deserta del imperio cuando se da cuenta de que tiene que acabar con la ambición del Emperador de las Máquinas. Su B't se llama Rosemary, la avispa.

## Antagonistas

### Oficiales del Imperio
- Capitán Hook (Garfio)

Primer oficial que enfrenta Teppei. Utiliza un arpeo con forma de garfio y su B't se llama Neptuno y tiene forma de un gusano gigante. Tenía a sus órdenes un niño llamado Gaspar al que X y Teppei rescatan.
- Camilla

Segundo oficial que enfrenta Teppei, cultiva flores medicinales para Natasha. Su B't se llama Mirage, con forma de mariposa.
- Kaos, el feroz

Tercer oficial que enfrenta Teppei. Es un caballero legendario, exsoldado del Imperio; vive en un lugar desconocido y que por casualidad B't X y Teppei descubren. Su B't se llama Lamur, con forma de escarabajo.
- Aleph, Dios de la Muerte (Alfredo)

Cuarto oficial que enfrenta Teppei en un cementerio. Al ser leal al Imperio de las Máquinas lo convirtieron en cíborg, lo cual lo llevó a su perdición (según sus propias palabras, ya que todos sus amigos que "aparentemente iban a darles la inmortalidad" perecieron). Tiene una hermana llamada María a la que protege. Su B't se llama Bat ("Murciélago"), con forma de murciélago.
- Vem (Benjamín)

Quinto oficial que enfrenta Teppei, al cual derrotan muy fácilmente. Su B't se llama Cáncer, con forma de cangrejo.
- Balzac

Sexto oficial que enfrenta Teppei. Su B't se llama Savannah (Centella) y su forma fue tomada del legendario León Manutara (mitad león, mitad hormiga). Es la reina de la colmena.

### Los Caballeros Negros
Sus nombres son: Rai (Raúl), León (Leonardo) y Miru (Manuel). Es un trío de hermanos que quieren tomar el lugar de los Guardianes Espirituales. Sus B't se llaman Falcon (Beta F) y tienen forma de halcón.

### Los Generales del Demonio (Generales Oscuros)
Siete guerreros que fueron puestos en diferentes puntos para luchar contra Teppei y B't X.
- Juggler (El Ilusionista)

Líder de los Siete Generales del Demonio. Su B't se llama Vanilla Fudge (Dulce de Vainilla), la gárgola. Tomó el rol del Comandante Aramis cuando se descubre que ella es traidora del Imperio de las Máquinas. Su apariencia y rol difiere mucho en el manga y el anime. Fue vencido por Aramis en el anime. En el manga era una persona sufrida, que no podía más que reírse, ya que le habían suprimido las emociones (al morir llora mientras su rostro marca una sonrisa). Aunque al final llega a redimirse salvando al protagonista.
- Myslim (Milano)

Primer Demonio que enfrenta Teppei. Su B't se llama Lalaynya, la Hidra. Proveniente de la mitología griega, la Hidra posee nueve cabezas que al cortarlas tiene la capacidad de regenerarse.
- Meimu (Murie)

Manipula las pesadillas como arma. Su B't se llama Halloween, el Baku. Secretamente es el hermano mayor de Hokuto.
- Quattro

Viejo amigo de Fou (Falcon), a quien culpa por la muerte de su hermana Lily. Su B't se llama Loreso, el Grifo.
- Los otros Generales

Salome con Halcyon el unicornio, cuyo poder es crear música que confunde a sus enemigos; Sapphire con Eroica el basilisco, quien convierte en piedra a sus enemigos y puede absorber la luz; Dr. Poe con Cadenza la quimera, quien sufre de problemas de múltiples personalidades, antiguo amigo y rival de Hokuto (Homero); y Gai con Shendu, la garuda; quien es el más poderoso de los generales. Todos ellos son exclusivos del manga.

### Otros Guerreros del Imperio
- Cuervo

Un soldado de inteligencia que persigue a Teppei y fastidia a Fou por no acabar con su "presa". Usa un arpeo en forma de cuchillas triples y un B't en forma de cuervo.
- Karin (Karina)

Un oficial técnico del imperio, que utiliza un B't de tipo Licaón. Es muy cercana a Fou (quizás había una atracción sentimental mutua). Se revela más adelante que es la hermana de Karen, quien perdió su memoria cuando fue atacada por Rafaello. Aparece al final de la historia en el orfanato que visitaba Fou contando la historia de Teppei y los Cuatro Guardianes Espirituales.
- "Amigo"

El asistente musculoso y gigantesco de Marcello. Ayuda a Kotaro en su huida después de jurarle fidelidad en agradecimiento por arreglarle el sistema cíborg que dañaba su carne humana.
- Marcello

El guardián enano íyborg de la fosa debajo del Imperio o "Underhell". Es un cíborg enano que utiliza un látigo eléctrico y es el nexo con Aramis y el Imperio.

### Principales antagonistas
- Nasha (Natasha)

Representante del Emperador. Hermana menor de Misha. Un cíborg con apariencia de niña. Posee más fuerza que su hermano aunque siempre se muestra durmiendo. Su B't es Theta, un perro.
- Misha (Damián)

Representante del Emperador. Es un cíborg con apariencia de niño. Parece ser el segundo al mando. Su B't es Zeta, un perro.
- Emperador de las Máquinas

No aparece sino hasta la última parte en el manga. En el anime solo es mencionado, jamás mostrado. Tiene una base satelital en el espacio exterior.
- Rafaello (Beta Rafaello)

Obra maestra del imperio de las máquinas. Está vivo sin duda, y no tiene una forma específica, sólo es enorme y horrible. Busca solo causar destrucción y fue creado para crecer al absorber otras formas de vida. Según Hokuto, sería el arma máxima con la cual el Emperador de las Máquinas conquistaría al mundo. En el manga, se revela que su objetivo final es absorber el mismo cerebro del Emperador de las Máquinas al alcanzar su máximo desarrollo.

## Otros personajes
- Gaspar

Un joven que servía al Capitán Hook y construía robots con las partes que destruía su jefe. Cuando Teppei lo conoce, decide cambiar de bando y quisiera que Teppei lo entrene. Después que es curado en el oasis del veneno de Camilla y Teppei lo lleva a un lugar seguro, su paradero es desconocido.
- Lisa Marie

Una compañera científica capturada en "Underhell", la cual ayuda a Kotaro a resolver la fórmula de cómo derrotar a Rafaello. Solo aparece en el anime.

## Doblaje
| Personaje       | Seiyu            |
| Teppei Takamiya | Nobuyuki Hiyama  |
| Kōtaro Takamiya | Nozomu Sasaki    |
| Karen           | Megumi Ogata     |
| B't X           | Jin Horikawa     |
| Aramis          | Atsuko Yuya      |
| Metal Face      | Kenyuu Horiuchi  |
| B't Madonna     | Misa Watanabe    |
| Misha           | Ai Orikasa       |
| Nasha           | Kyoko Hikami     |
| Fou             | Kazuo Ichijō     |
| B't Je t'aime   | Asako Dodo       |
| Ron             | Keiji Fujiwara   |
| B't Raidō       | Ryuuji Mizuno    |
| Hokuto          | Denshu Saku      |
| B'T Max         | Gara Takashima   |
| Kimiura         | Kappei Yamaguchi |
| B'T Mirage      | Maya Okamoto     |
| Quattro         | Toshihiko Seki   |
| Juggler         | Issei Futamata   |

## Personal
| Rol                     | B’T X                                                                | B’T X Neo                                                         |
| ----------------------- | -------------------------------------------------------------------- | ----------------------------------------------------------------- |
| Autor Original          | Masami Kurumada                                                      | Masami Kurumada                                                   |
| Productores             | Tadahito Matsumoto Kenji Mizunuma                                    | Kazuo Yokoyama Tetsuya Watanabe Tadahito Matsumoto Kenji Mizunuma |
| Música producida por    | Hiroki Horio                                                         | Hirokuni Maeyama                                                  |
| Música compuesta por    | Akira Senji                                                          | Fumitaka Anzai                                                    |
| Director musical        | Yutaka Ghonda                                                        | Yutaka Ghonda                                                     |
| Efectos de sonido       | Masakaza Yokoyama                                                    | Masakaza Yokoyama                                                 |
| Diseño de personajes    | Eisaku Inoue Hideyuki Motoashi                                       | Hideyuki Motoashi Noboru Koizumi Futoshi Hagashide                |
| Guionistas              | Yoshiyuki Suga Nobuaki Kishima Sukehiro Tomita                       | Yoshiyuki Suga Nobuaki Kishima                                    |
| Editor de historia      | Hiroyuki Onoda                                                       | Hiroyuki Onoda                                                    |
| Directores de animación | Noboru Koizumi Futoshi Higashide Eikichi Takahashi Hideyuki Motoashi | Hideyuki Motoashi Noboru Koizumi Ken Otsuka                       |
| Director de arte        | Toshihiro Tojo                                                       | Toshihiro Tojo                                                    |
| Director de fotografía  | Koji Toki                                                            | Koji Toki Hitoshi Shirao                                          |
| Director de grabación   | Tsuyoshi Takahashi                                                   | Tsuyoshi Takahashi                                                |
| Editor                  | Takeshi Seyama                                                       | Takeshi Seyama                                                    |
| Director                | Mamoru Hamatsu                                                       | Hajime Kamegaki                                                   |
| Producido por           | TMS Kyokuichi Corporation                                            | TMS Kyokuichi Corporation                                         |

## Música
La serie cuenta con tres bandas sonoras originales, dos correspondientes a la primera temporada y otra a la serie de OVAs:

### Temas de apertura
- "Sailing for my Dream" (Navegando en mi sueño) por Fence of Defense.
- "A piece of the Sun" (Un fragmento del sol) por Masaaki Endou (B't X NEO).

### Música incidental
- "Hitomi wa Ikusen Mado" 瞳は幾千の窓 (Pedazo de sol) por Megumi Ogata (B't X NEO ep. FINAL).

### Temas de Cierre
- "Boku no Ikikata" 僕の生き方 (La manera como vivo) por Blue Boy.
- "Eien no Sono Saki" (Son los mejores amigos) por Masaaki Endou (B't X NEO).

## Curiosidades

### Cicatrices de los personajes principales
Teppei y los cuatro generales tienen cicatrices en sus cuerpos físicos y se muestran durante la serie OVA. Pero sus orígenes sólo se mencionaron en el manga original.
- La cicatriz de Teppei es una "X" en la frente, y dijo que era una "lesión menor" de entrenamiento.
- La cicatriz de Karen es una gran "X" en la espalda (mostrada durante la segunda secuencia de cierre). Aunque ella afirmaba a Teppei que se trataba de una "lesión menor", la cual ganó por antiguas batallas. Probablemente los lectores nunca conocerán la historia detrás de esta (curiosamente, los B't de Teppei y Karen llevan en nombre y la marca de "X" al igual que sus heridas).
- La cicatriz de Fou es una gran "cruz" en la espalda, pero al igual que Karen, es una cicatriz rugosa.
- La cicatriz de Ron es un "relámpago" en su pecho. La cicatriz vino de Aramis, quien lo derrotó con su espada una vez cuando eran pequeños.
- Hokuto se lleva la palma de tener la más larga historia detrás de su cicatriz, una gran marca que se encuentra en la espalda. Esto era causa de una explosión radiactiva a la que se expuso cuando era pequeño.

### Star System de Kurumada
Muchas características en esta serie puede rastrearse hasta Saint Seiya:
- Teppei se parece a Seiya de Pegaso, y "X" a un Pegaso dorado (incluso Seiya en la serie Saint Seiya Omega, es llamado "el pegaso de oro").
- Ron se parece a Shiryū de Dragón, y Raido a un Dragón. Su personalidad difiere.
- Fou se parece a Hyōga de Cisne (y su cabello a Shion de Aries). Su personalidad y talento musical se asemejan a Lyra Orphée (hasta comparten el idioma francés). Más bien, Je t'aime es un Fénix.
- Kotaro se parece a Shun de Andrómeda y mantiene un rol como Alone del Next Dimension ("hermano" de Tenma), un "bishonen" que detesta combatir y es intelectual (incluso en los Spin-off, Shun se vuelve un doctor).
- Hokuto se parece a Dohko de Libra, con un rol de reparador como Mu de Aries y personalidad distante de Shaka de Virgo.
- Karen es básicamente Aioros de Sagitario, ya que ambos se consideran traidores a pesar de tener nobles intenciones y su legado repercute en Teppei y Seiya, respectivamente. Además, comparten técnicas similares.
- Karin es básicamente Seika, ha perdido la memoria para poder reconocer a su hermana Karen.
- MetalFace seria una mezcla entre Death Mask de Cáncer y Tōuma de Saint Seiya Next Dimension (porta también una máscara).
- Aramis se parece Marin de Águila, porque esconde su belleza con su traje, siendo dura, fría aunque excelente combatiente. Más adelante se arrepiente de sus acciones y deserta del Imperio. Su traje y apariencia también emulan a Führer Scorpion de Ring ni Kakero
- Muchos de los oficiales enemigos mantienen similitudes, por ejemplo los Caballeros Negros con Ichi, Ban y Nachi o "Cuervo" con Jamián y "Garfio" con DeathToll de Cáncer, así como otros oficiales con los espectros (Hades), por ejemplo: Camilla con Myu, Marcello con Markino, Quattro con Aiacos y la apariencia de Arlequín de Juggler con Caronte.
- Misha actúa como Alone del Lost Canvas con aires de grandeza y su peinado y rasgos recuerdan a Faraón de Esfinge.
- Nasha mantiene un rol como el de la madre de Hyōga de Cisne que no habla ni actúa y repercute en su ser querido que solo quiere protegerla a pesar de estar en un estado en coma o de suspensión. De hecho, en esta serie se mantiene ese amor mórbido en muchos de los personajes, afectados por el Imperio de las Máquinas.
- Y por último, pero no menos importante, los B'ts y los Battle Gear (equipos de batalla), se asemejan a las 88 Armaduras de Athena y a las Surplice de las 108 estrellas malignas de Hades y sus facciones también están diferenciadas según agrupaciones (los Cuatro Guardianes Celestiales, los oficiales de los puntos fronterizos, los Caballeros Negros, los Siete Guerreros del Demonio, etc.).

## Legado

### Pachinko (2013)
En junio de 2013, se reveló que existía un videojuego pachinko que emula a otras series de Masami Kurumada, como Ring ni Kakero y Saint Seiya.

## Action figure
En los años 90 del siglo pasado, se produjeron y vendieron en Japón juguetes(Actions figure) de los personajes principales de Bt'X.